# Ба У
Сэр Ба У (англ. Ba U; 26 мая 1887, Бассейн, Нижняя Бирма, Британская Индия (ныне Мьянма) - 9 ноября 1963, Янгон, Бирма) — бирманский государственный и политический деятель, 2-й Президент Бирманского Союза (16 марта 1952 по 13 марта 1957). Юрист, Председатель Верховного суда Бирманского Союза. Почётный доктор литературы университета Рангуна (ныне Университет искусств и науки Рангуна).

## Биография
Обучался в государственной школе Рангунского университета. С 1908 по 1912 год изучал право в колледже Тринити Холл Кембриджского университета.
Член Антифашистской лиги народной свободы.
С 1913 по 1921 год работал адвокатом в Янгоне, с 1921 — окружной судья. Во время британского, японского и бирманского правления работал судьей. В 1948–1952 годах — Председатель Верховного суда Бирманского Союза. 
Автор автобиографии «Ба, моя Бирма: автобиография президента» (Нью-Йорк, 1958).